# Caudron C.101
Dimensions
Le Caudron C.101 et ses variantes, le C.103, le C.104 et le C.107 sont des avions de reconnaissance français biplaces qui ont volé à partir de 1925, se distinguant par leurs moteurs.

## Histoire
Le Caudron C.101 a probablement volé pour la première fois au cours de la première moitié de 1925 car le pilote d'essai Jean Bécheler a terminé ses essais officiels en août. 
Le Caudron C.104 a été exposé au 10e Salon d'aviation en décembre 1926. En plus des canons de l'observateur, visibles sur les images du C.101, du C.104 et des dessins du C.107, deux autres positions de mitrailleuses ont été installées: une paire fixe et synchronisée à tir vers l'avant contrôlée par le pilote et une autre arme unique, manœuvrée par l'observateur qui tirait à travers le plancher de son cockpit. 
L'avion avait, en outre, une capacité d'emport de douze bombes de 10 kg. Cet armement étant exigé par la spécification militaire, il était probablement embarqué par toutes les variantes.
Le nombre de cellules construites n'est pas certain ; il n'y a que des preuves photographiques des C.101 et C.104 et ceux-ci peuvent avoir partagé la même cellule. Seul le C.101 figurait, en tant que F-ESAI, sur le registre des aéronefs civils français,.

## Description
Le C.101 a été conçu pour être un avion de reconnaissance profonde avec les performances des chasseurs contemporains tout en étant capable de transporter des armes offensives. 
La classification militaire était Grands Raids (G.R.). 
C'était un biplan en bois à une seule baie avec des entretoises inter-plans fortement inclinées vers l'extérieur. Une paire d'entretoises en forme de V inversé soutenait l'aile supérieure sur le fuselage. Vue en plan, les ailes supérieures et inférieures recouvertes de tissu étaient rectangulaires à part les extrémités inclinées et une découpe semi-circulaire dans le bord de fuite de l'aile supérieure pour améliorer la vue vers le haut du pilote. Les ailes inférieures étaient presque une copie à l'échelle de 63 % des ailes supérieures, avec le même rapport hauteur/largeur. Il y avait des ailerons sur les ailes supérieures seulement,.
La dérive du C.101 était triangulaire à large corde et le gouvernail avait un bord droit et vertical qui descendait jusqu'à la quille. Comme l'empennage à plan rectangulaire était monté sur le dessus du fuselage, les gouvernes de profondeurs en porte-à-faux équilibrés avaient une découpe pour permettre le mouvement du gouvernail. 

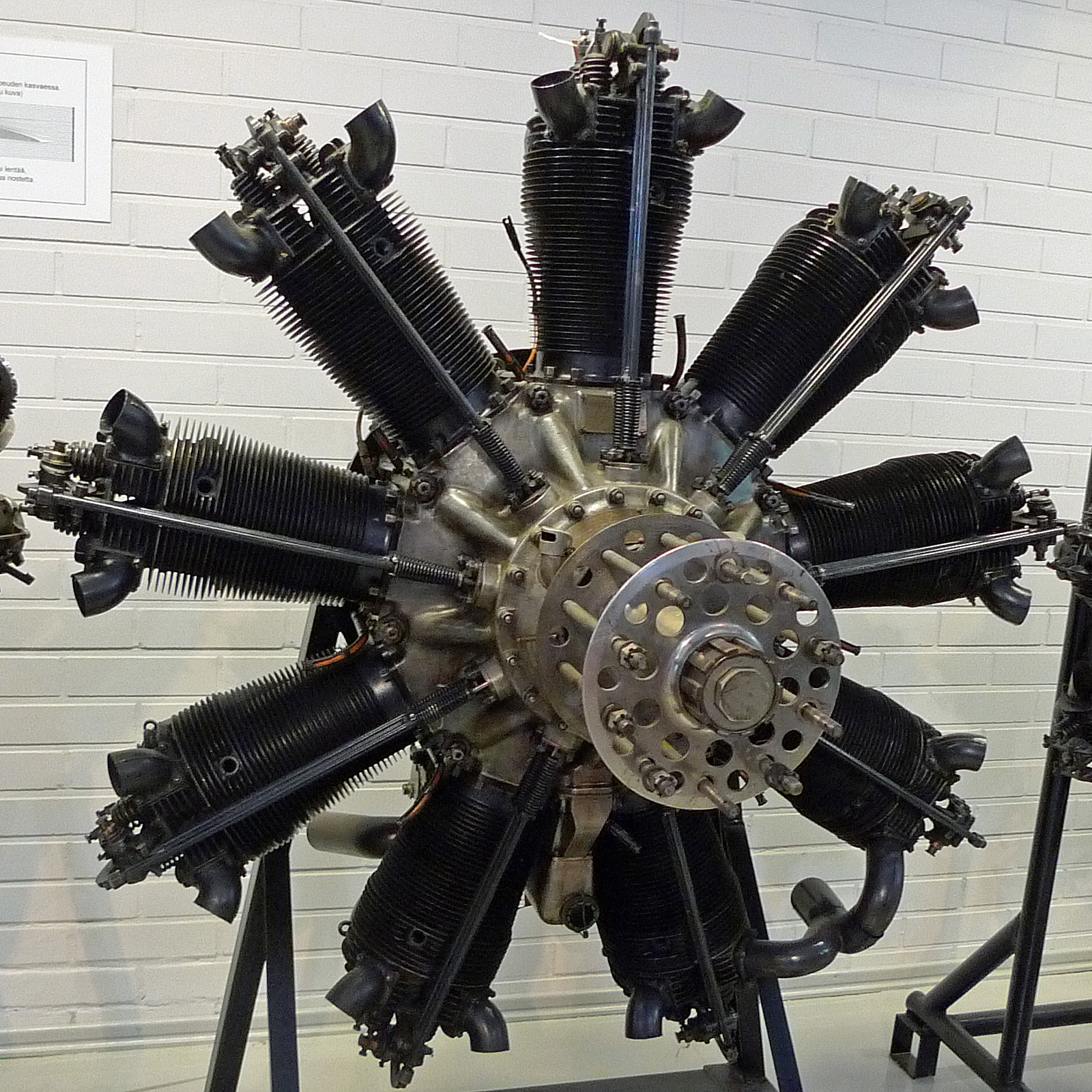
Moteur Gnome et Rhône 9Ab (Jupiter IV).

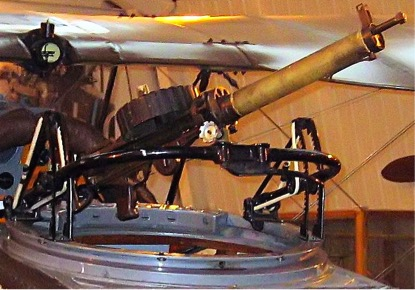
Affût Scarff.

Les quatre versions différentes avaient des moteurs de trois configurations différentes, deux moteurs V-12 refroidis à l'eau Hispano-Suiza ou Lorraine et deux moteurs en étoile Gnome et Rhône, l'un à une seule rangée de neuf cylindres, l'autre étant un dix-huit cylindres en double étoile de neuf cylindres en ligne.  
Sur celui-ci l'unité de 9 cylindres avant était refroidie par air et l'unité de 9 cylindres arrière était refroidie par eau. Ils avaient tous une hélice bipale de grande dimension. Bien qu'ils fussent tous dans la plage de puissance de 420 à 500 ch (47 kW), leur configuration exigeait des capots très différents et aboutissait à une gamme d'avion de différentes longueurs. 
Sinon, les variantes C.101 à C.107 avaient toutes les mêmes dimensions, bien que des poids différents. Ils étaient tous équipés d'une radio bidirectionnelle et avaient une capacité de carburant généreuse pour une bonne autonomie; le réservoir du C.103 au moins pouvait être libéré en cas d'urgence pour éviter qu'il ne prenne feu.
Le cockpit ouvert du pilote se trouvait sous la découpe de l'aile ; l'observateur était assis tout près derrière lui dans un cockpit équipé de mitrailleuses jumelles sur un support de type affût Scarff. 
Le C.101 avait un train d'atterrissage à roue arrière fixe, avec les roues principales sur un seul essieu supporté par des jambes de force en V,.

### Variantes
Le Caudron C.101 a été décliné en 4 versions selon leur motorisation :
- C.101 - 450 ch (336 kW) Hispano-Suiza 12H vertical V-12 refroidi à l'eau. Vitesse maximale au niveau du sol 227 km/h.
- C.103 - 450 ch (336 kW) Lorraine 12Db refroidi à l'eau V-12. Vitesse maximale au niveau du sol 218 km/h.
- C.104 - Moteur 9 cylindres en étoile refroidi par air Gnome et Rhône 9Ab Jupiter de 420 ch (313 kW). Vitesse maximale au niveau du sol 213,5 km/h.
- C.107 - Moteur 18 cylindres en double étoile refroidi par eau Salmson de 500 ch (373 kW). Vitesse maximale au niveau du sol 223 km/h.

Même si la puissance du moteur Salmson du C.107, le plus puissant de l'ensemble avec 500 ch, était supérieure de 19 % à celle du Gnome et Rhône, la vitesse maximale du C.107 n'était que de 4 % supérieure à celle du C.104 et ses 420 ch à cause du rapport poids/puissance. 
Pour la même raison, les deux moteurs V-12 de 450 ch (336 kW) des C.101 et C.103 produisaient respectivement des vitesses de227 km/h et 218 km/h. Le C.101 étant même plus rapide que le C.107 pourtant plus puissant et le C.103 à peine plus rapide que le C.104 pourtant moins puissant.

Les Caudron de la série C.10x
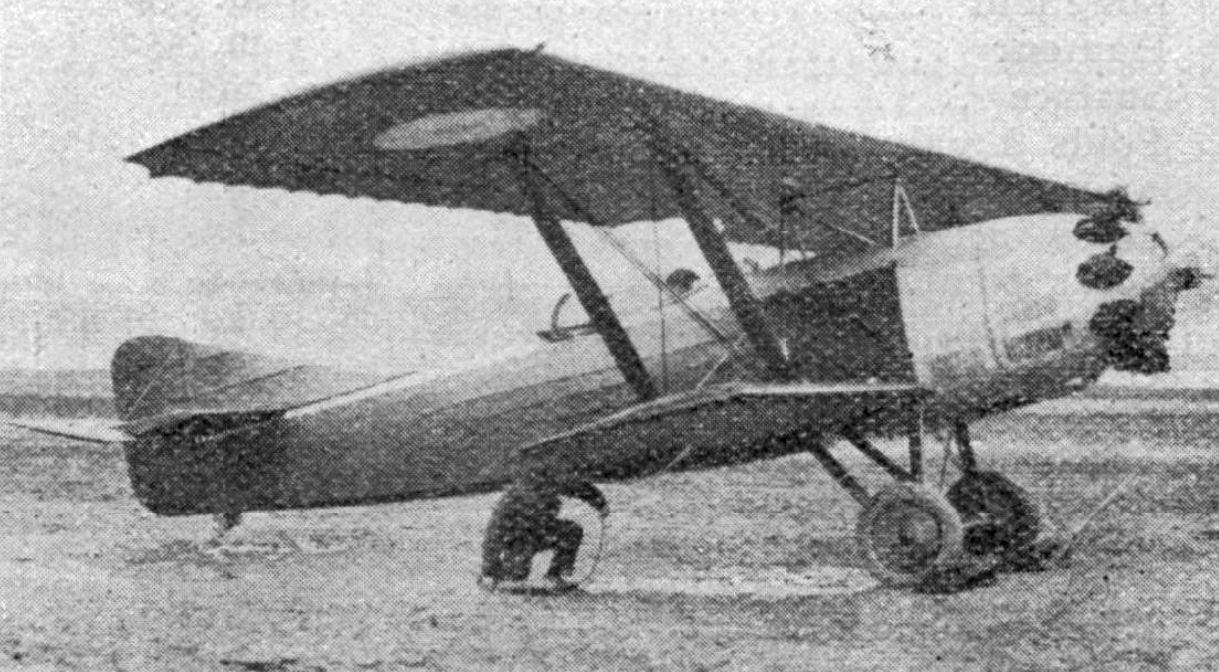
Caudron C.104.
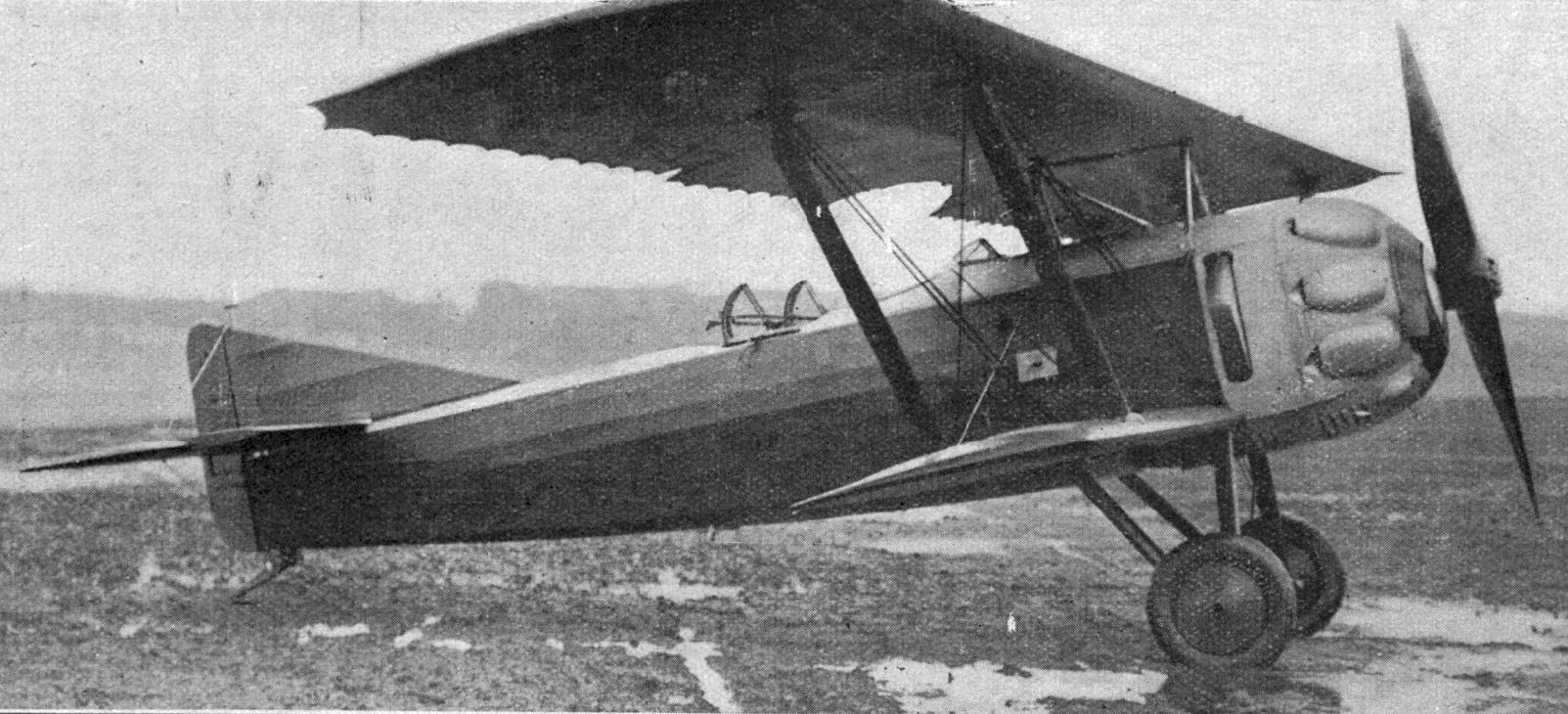
Caudron C.107.